# Объёмно-поверхностная закалка
Объёмно-пове́рхностная зака́лка (металлов) — это закалка, при которой глубина прокаливаемости регулируется химическим составом стали и режимом индукционного нагрева; глубина залегания полумартенситного слоя при этом 0,15-0,25 диаметра или толщины изделия.
Технология ОПЗ имеет целый ряд преимуществ перед аналогичными российскими и зарубежными аналогами, по многим из которых она превосходит ближайшие аналоги в 3—10 раз.
Основными преимуществами являются:
- Крайне высокий срок службы изделий.
- Цикл закалки со стандартных 12—20 часов до 1—5 минут.
- Отсутствуют термические деформации деталей после их термообработки.
- Стоимость одной стали пониженной прокаливаемости, значительно ниже легированной стали.
- Снижение потребности в электроэнергии в 10—12 раз.
- Возможность регулирования заданных параметров в разных местах одного изделия.
- Возможность регулирования срока службы изделий.
- Абсолютная экологичность.

Основные сферы применения технологии ОПЗ: упрочнение деталей бурового оборудования, деталей шарико-подшипниковой группы, шестерней, валов, рессор и др. тяжелонагруженных деталей машин.